# Ubuntu One
Ubuntu One – usługa synchronizacji plików typu chmura obliczeniowa, Software as a Service oferowana w latach 2009–2014 przez firmę Canonical Ltd.
Usługa umożliwiała przechowywanie danych oraz ich synchronizowanie pomiędzy różnymi komputerami. Ubuntu One to także nazwa aplikacji uruchamianej po stronie klienta, za pomocą której dokonywało się synchronizacji (obsługiwane są systemy Ubuntu 9.04 i nowsze, Windows XP i nowsze, Android, iOS).
Początkowo podstawowa wersja Ubuntu One w wersji darmowej oferowała 2 GB. Od 29 lipca 2011 limit został zwiększony do 5 GB, zaś Canonical poinformowało, że z usługi Ubuntu One korzysta już 1 mln użytkowników. Istnieje możliwość powiększenia powierzchni o 20GB (lub wielokrotność) za 2,99 USD/m-c lub 29,99 USD/rok.
Projekt dostępny był dla wszystkich zainteresowanych użytkowników. Ubuntu One został oficjalnie zaprezentowany wraz z wydaniem systemu operacyjnego Ubuntu 9.10, którego był jednocześnie natywną częścią. Wraz z wersją Ubuntu 10.04 dodano możliwość kupowania muzyki i przechowywania jej na swoim koncie Ubuntu One.
Usługa podobna była w działaniu do takich serwisów jak Dropbox, Box.net, Humyo, Mozy, Wuala czy ZumoDrive. Aplikacja kliencka została napisana w Pythonie, do komunikacji zaś wykorzystuje system Twisted.
Firma Canonical została skrytykowana za wykorzystanie znaku towarowego jakim jest nazwa Ubuntu do celów komercyjnych oraz za uruchamianie usługi własnościowej.
Usługa Ubuntu One została zamknięta 31 lipca 2014 roku.